# Archsum-Burg
Die Archsum-Burg (dän. Arksumborg) war eine abgegrenzte Anlage, die sich seit Mitte oder zweiten Hälfte des 1. Jahrhunderts vor Chr. bei Archsum auf der nordfriesischen Insel Sylt befand. Die letzten Reste wurden 1860 bei Arbeiten entfernt. Die Archsum-Burg diente ursprünglich vermutlich als Kultplatz.

## Aufbau der Anlage
Die Archsum-Burg besaß neben einem Ringwall aus Sodenpackungen eine phasenabhängig unterschiedliche Innenbebauung. Der äußere Durchmesser der Anlage betrug 80 m.

### 1. Phase
In einer ersten Phase errichtete man radial am Erdwall angeordnete 4 – 5 m lange und 3 m breite, meist zweischiffige in Leichtbauweise errichtete Flechtwandhütten. Jede verfügte über eine eigene Feuerstelle, die jedoch niemals benutzt wurde. Aufgrund ihrer Bauweise und der unzureichenden Heizmöglichkeit eigneten sich die Bauten unter den damaligen klimatischen Bedingungen nicht als Wohnraum. Darauf deutet auch die Tatsache, dass bei Ausgrabungen nicht die sonst üblichen Abfälle gefunden wurden. Diese schienen entweder nie angefallen oder sehr akribisch entfernt worden zu sein. Indizien für einen längeren Aufenthalt oder wirtschaftliche Tätigkeit in den Hütten wurden nicht gefunden.

### 2. Phase
In dieser Phase wurde der Ringwall der Archsum-Burg zum ersten Mal verstärkt. Außerdem errichtete man im umschlossenen Bereich statt der Flechtwandhütten der 1. Phase Hütten aus Sandsoden. Die Feuerstellen wurden größer dimensioniert, blieben aber weiterhin unbenutzt.

### 3. Phase
In der dritten Phase fehlt die Innenbebauung komplett. Stattdessen befanden sich im Inneren drei bis zu 2,40 m tiefe Schächte sowie 18 sogenannte Steingruben. Kein Schacht besaß Stützen. Bei den Archäologen entstand der Eindruck als wären die Schächte direkt nach ihrer Fertigstellung wieder verfüllt worden. Dies schlossen sie aus der Tatsache, dass im Innern keine für Bauwerke dieser Art typischen Keramiken oder Knochen gefunden wurden. Zwei Schächte waren durch Dächer aus Holzknüppeln abgedeckt, der dritte besaß eine mehrschichtige Lage aus Findlingen als Abdeckung. Im Inneren eines der mit Dächern versehenen Schächte befand sich ein senkrechter, 30 cm dicker  Pfahl. Sämtliche 18 Gruben waren mit faust- bis kopfgroßem Geröll gefüllt.
Die Ringmauer weist im Norden einen ein Meter breiten, von Holz, Soden und Steinen abgestützten Durchgang auf, der in einen megalithischen Kriechgang übergeht. Während die geographische Achse durch den Mittelpunkt des Erdwerkes exakt nach Norden ausgerichtet ist, weicht die des Eingangs um 7° von dieser ab. Weder Kriechgang noch Eingang weisen Nutzungsspuren auf. 

## Fundstücke
Im Innenbereich wurden bei Ausgrabungen fast ausschließlich Vorratsbehälter und Kleingefäße gefunden. Gerätschaften des Hausgebrauchs beziehungsweise aus Handwerk und Landwirtschaft fehlten komplett. Selbst Tierknochen finden sich nur an wenigen Stellen. Eine Siedlungsschicht fehlt. 

## Nutzung der Anlage
Archäologen vermuten, dass die Archsum-Burg dazu genutzt wurde, in Pseudobauten Flüssigkeiten in Gefäßen  unterzubringen, die später als Trankopfer in überdachten Schächten und steingefüllten Gruben geopfert wurden.
Überraschend ist die kurze Nutzungsdauer der Anlage. Während das Erdwerk aufgegeben wurde, entstanden in seiner Umgebung Großgehöfte.